# Подводные лодки типа «Астьют»
Подводные лодки типа «Астьют» (англ. Astute class) — тип британских атомных подводных лодок. На 2014 год, являются наиболее современным типом подводных лодок ВМС Великобритании. Спроектированы во второй половине 1990-х годов, стали дальнейшим развитием подводных лодок типа «Трафальгар». По состоянию на сентябрь 2024 года, в строй вступили 5 подлодок типа «Астьют», ещё две лодки проекта строятся, плюс на одну подписан контракт.

## Представители
| Название            | Бортовой номер | Дата закладки   | Спуск на воду  | Ввод в строй     |
| ------------------- | -------------- | --------------- | -------------- | ---------------- |
| Эстьют Astute       | S 119          | 31 января 2001  | 8 июня 2007    | 27 августа 2010  |
| Эмбуш Ambush        | S 120          | 22 октября 2003 | 6 января 2011  | 1 марта 2013     |
| Артфул Artful       | S 121          | 11 марта 2005   | 19 мая 2014    | 18 марта 2016    |
| Одейшес Audacious   | S 122          | 24 марта 2009   | 28 апреля 2017 | 3 апреля 2020    |
| Ансон Anson         | S 123          | 13 октября 2011 | 20 апреля 2021 | 31 августа 2022  |
| Агамемнон Agamemnon | S 124          | 18 июля 2013    |                | ожидается в 2024 |
| Азенкур Agincourt   | S 125          | 14 мая 2018     |                | ожидается в 2026 |

## Сравнительная оценка
|                             | «Сивулф»          | «Ясень»             | «Вирджиния»      | «Астьют»      | «Сюффрен»     |
| --------------------------- | ----------------- | ------------------- | ---------------- | ------------- | ------------- |
| Внешний вид                 |                   |                     |                  |               |               |
| Годы постройки              | 1989 год—2004 год | 2009 год—н.в.       | 1999 год—н.в.    | 2001 год—н.в. | 2007 год—н.в. |
| Годы службы                 | 1997 год—н.в.     | 2014 год—н.в.       | 2004 год—н.в.    | 2010 год—н.в. | 2020 год—н.в. |
| Построено                   | 3                 | 6 (10 план)         | 25 (66 план)     | 5 (7 план)    | 2 (6 план)    |
| Водоизмещение надводное (т) | 7460              | 8600                | 7080             | 6500          | 4755          |
| Водоизмещение подводное (т) | 9130              | 13 800              | 7925             | 7800          | 5300          |
| Количество ТА / ПУ ракет    | 8 (50) / —        | 10 (30) / 8 (32—40) | 4 (25) / 12 (12) | 6 (38) / —    | 4 (20) / —    |

## Инциденты
20 июля 2016 года британская атомная подводная лодка Ambush во время учений столкнулась с торговым судном у берегов Гибралтара, говорится в сообщении министерства обороны Великобритании. Инцидент с участием подводной лодки класса Astute произошел примерно в 13.30 по местному времени, когда судно совершало погружение. «Субмарине были нанесены внешние повреждения, но абсолютно никаких повреждений ядерной силовой установки. Никто из членов корабля не пострадал», — говорится в сообщении.